# Semana Santa en Segura (Guipúzcoa)
La procesión de Semana Santa en Segura es una de las tradiciones religiosas más destacadas de Guipúzcoa, que se celebra cada año durante el Jueves y Viernes Santo.
Con una historia que se remonta al menos a 1727, aunque se cree que podría ser anterior, esta procesión recorre las calles del municipio como parte de las celebraciones de la Pasión, Muerte y Resurrección de Jesucristo.
A lo largo de su recorrido, se pueden contemplar nueve imágenes de talla natural donde destaca el Cristo Crucificado, obra del escultor sevillano Juan Martínez Montañés.
La participación en la procesión es numerosa, con la colaboración de 305 vecinos, quienes asumen diversos roles como costaleros, penitentes, nazarenos, soldados romanos y monaguillos, haciendo de este evento una manifestación popular y devota de gran importancia para la comunidad.

## Descripción
Desde el Concilio Vaticano II (1959) las procesiones de Semana Santa en Guipúzcoa comenzaron a desaparecer debido a los cambios litúrgicos y sociales de la época. No obstante, la procesión de Segura ha logrado perdurar como una de las más significativas de la región, manteniendo su carácter tradicional.

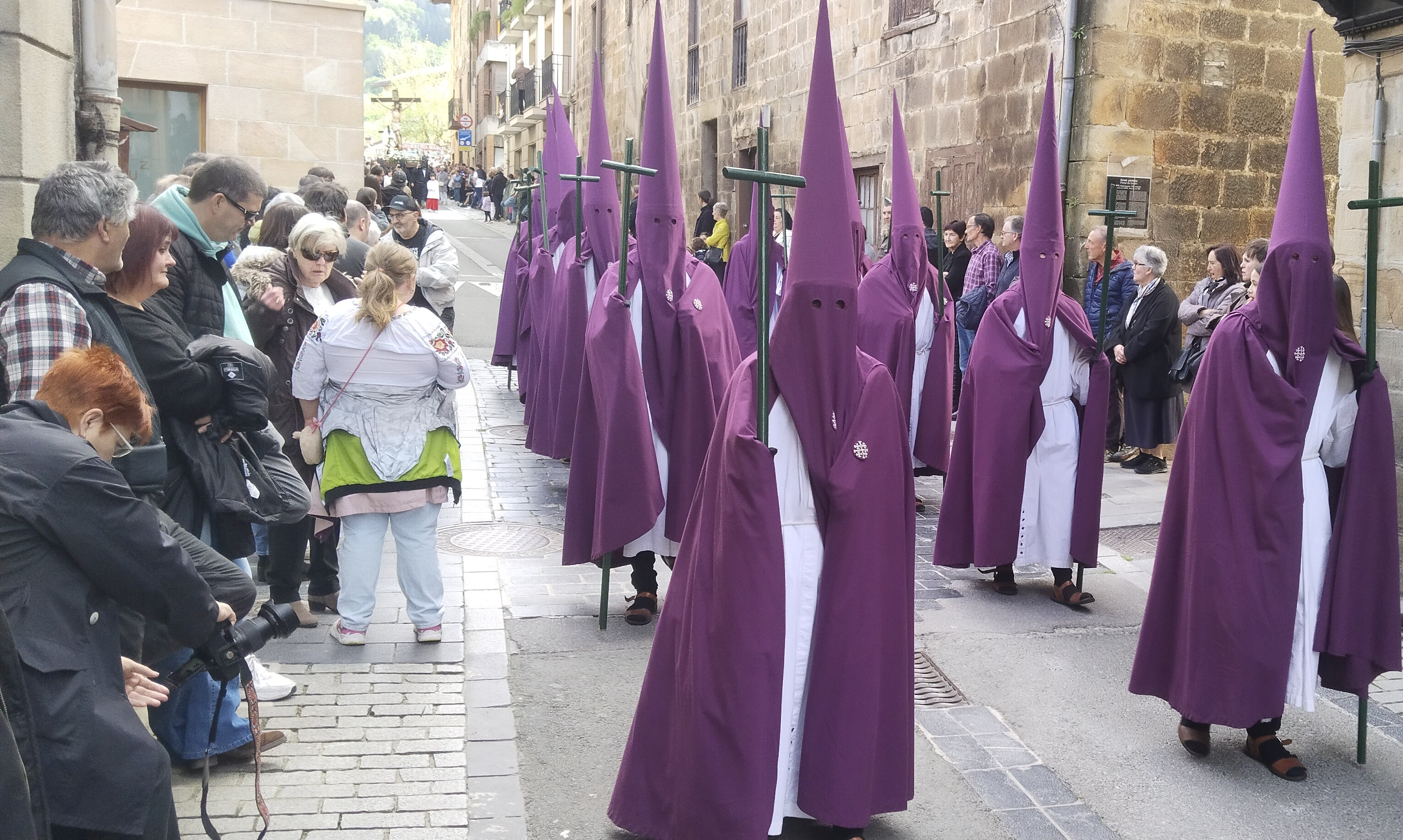
Semana Santa en Segura

Antiguamente salía un único día, el jueves por la noche, y posteriormente se incorporó el viernes. Por lo demás, los ritos se mantienes tal cual, basadas en la tradición y en las costumbres ancestrales.
Existe un rito propio de la Semana Santa en Segura: En la misa de Jueves Santo, se escenifican el apresamiento del cáliz que representa a Jesús mediante su traslado bajo palio desde el altar a un sagrario que hay dentro de la Soledad, donde queda encerrado. Luego el párroco pone la llave de oro del sagrario en el cuello del alcalde y la gente del pueblo se queda allí a hacer guardia, por turnos de media hora, hasta el día siguiente, Viernes Santo, en que se libera el cáliz del sagrario.
La procesión está compuesta por 10 pasos, representando cada uno de ellos un pasaje de la vida de Jesús: San Juan, la Oración del huerto, la Flagelación, Pilato, Simón de Cirene, la Cruz, la Piedad, la Virgen María (el jueves), el Sepulcro (el viernes) y la Dolorosa (el viernes).
Aparte de esto, hay pasos vivientes: los nazarenos, los penitentes, los soldados romanos y los ángeles con San Miguel que aportan un carácter solemne al acto.
Para ambientar la procesión, la música juega un papel fundamental. Los chistularis, músicos tradicionales del País Vasco, el coro y la banda de música acompañan el recorrido, brindando un fondo sonoro que evoca la devoción popular y la solemnidad de la celebración. La procesión finaliza con la presencia de los representantes de la Iglesia y del Ayuntamiento, quienes cierran el recorrido en señal de respeto y unidad comunitaria.